# Obsjtina Pernik
Obsjtina Pernik (bulgariska: Община Перник) är en kommun i Bulgarien.   Den ligger i regionen Pernik, i den västra delen av landet, 22 km väster om huvudstaden Sofia.
Obsjtina Pernik delas in i:
- Bogdanov dol
- Golemo Butjino
- Divotino
- Dragitjevo
- Kladnitsa
- Kralev dol
- Ljulin
- Mesjtitsa
- Rudartsi
- Studena
- Batanovtsi
- Jardzjilovtsi
- Vitanovtsi
- Rasnik
- Tjerna gora

Följande samhällen finns i Obsjtina Pernik:
- Pernik
- Batanovtsi

Omgivningarna runt Obsjtina Pernik är en mosaik av jordbruksmark och naturlig växtlighet. Runt Obsjtina Pernik är det ganska tätbefolkat, med 199 invånare per kvadratkilometer.